# Syrphus torvus
Espèce
Syrphus torvus est une espèce de diptères de la famille des Syrphidae.